# Кристиан Ганноверский
Кристиан фон Ганноверский (нем. Christian Heinrich Clemens Paul Frank Peter Welf Wilhelm-Ernst Friedrich Franz von Hannover, род.1 июня 1985, Хильдесхайм) — второй сын Эрнста Августа, принца Ганноверского и его первой жены Шанталь Хохули.

## Биография
Кристиан Ганноверский родился 1 июня 1985 года в Хильдесхайме в семье Эрнста Августа, принца Ганноверского и его жены Шанталь Хохули. Был крещен 14 июля 1985 года в замке Мариенбург, расположенном недалеко от города Ганновер. Его крестными родителями были: принц Генрих Юлий Ганноверский, принц Клементе де Кро, Пабло Шенкер, Франсиско Хохули, граф Петр Селлерн, принц Вельф Генрих Ганноверский, барон Уильям Эрнст Крамм и наследный великий герцог Фридрих Франц Мекленбург-Шверинский. 
Принц получил образование в Малвернском колледже. Затем он продолжил образование в Институте бизнеса в Мадриде. Кристиан также является потомком английской королевы Виктории и занимает 409-е место в очереди на британский престол. Он присутствовал при восшествии на престол Альберта II как принца Монако, брата Каролины, и на его свадьбе с Шарлин Уиттсток. В 2004 году его отец подарил Кристиану и старшему сыну Эрнесту Августу VI собственность Ганноверского дома: замок Мариенбург. Два принца, чтобы покрыть расходы замка, продали некоторые из его предметов на аукционах Сотбиc. 
В 2015 году Кристиан присутствовал на процессии похорон Александры, жены его двоюродного деда Вельфа-Генриха, принца Ганноверского.

## Семья
С 2009 года у принца были романтические отношения с перуанской моделью Александрой де Осмой. Гражданская церемония состоялась 25 ноября 2017 года в Лондоне.; религиозная католическая церемония прошла 16 марта 2018 года в базилике Сан-Педро в Лиме.  С момента церемонии Александра стала именоваться Ее Королевским Высочеством принцессой Александрой Ганноверской. В марте 2020 года пара объявила, что ждет близнецов.
7 июля 2020 года у пары родились близнецы: Николас и София. . В феврале 2024 года родилась дочь Алексия. 

## Титулы
После немецкой революции 1918—1919 годов и установления Веймарской республики в 1919 году юридическое признание наследственных титулов было отменено. С момента введения Веймарской конституции использование титулов в Германии было неофициальным, тогда как юридически они сохраняются только как фамилии.
Таким образом, имя Кристиана в Германии — Кристиан Генрих Клеменс Пауль Франк Петер Вельф Вильгельм-Эрнст Фридрих Франц Принц фон Ганновер Герцог цу Брауншвейг и Люнебург Königlicher Prinz von Großbritannien und Irland , где Prinz von Hannover Herzog zu Braunschweig und Lüneburg Königlicher Prinz von Großbritannien und Irland — его фамилия, а не титул.
- 9 декабря 1987 — настоящее время — «Его королевское высочество принц Кристиан фон Ганноверский, герцог Брауншвейг-Люнебургский».